# Карбинци (община Карбинци)
 Тази статия е за селото в Северна Македония.  За селото в България вижте Карбинци.  
Карбинци (на македонска литературна норма: Карбинци) е село в централната част на Северна Македония, център на община Карбинци.

## География
Селото е разположено в долината на река Брегалница, на левия ѝ бряг, северно от град Щип.

## История
В XIX век Карбинци е малко село в Щипска кааза на Османската империя. Църквата „Възнесение Господне“ е изградена в 1876 година. Иконите в нея са от XIX век и от 1905 година от непознат автор.
Според статистиката на Васил Кънчов („Македония. Етнография и статистика“) от 1900 година Карбинци има 184 жители, от които 144 българи християни и 40 цигани.
Към 1903 година селото е турски чифлик и има две махали - едната с 9, а другата с 10 къщи.
В началото на XX век жителите на селото са под върховенството на Българската екзархия. По данни на секретаря на екзархията Димитър Мишев („La Macédoine et sa Population Chrétienne“) през 1905 година в Карбинци има 168 българи екзархисти.
В началото на март 1903 година върховистката чета на Стоян Бъчваров, Гено Димитров и Христо Съчанов влиза в Карбинци. Властите научават за това и обсаждат селото с войска и башибозук. След тежко сражение са убити всички четници, заедно с войводите им. Войската и башибозукът от селата Козяк, Аргюлица, Цървулево и други измъчват и убиват осем местни селяни, много жени са изнасилени, 10 къщи са изгорени, много са ограбени.
На 1 март 1915 година 16 мъже, сред които 40-годишният Атанас Манолов и свещеникът Пано Пърнаджиев, и 2 жени от Щип, дошли за да копаят афион, са убити от сръбските власти.
През 1922-1923 година в селото е открита поща, която функционира до 6 април 1941 година.
Според преброяването от 2002 година селото има 673 жители, от които 672 македонци и един сърбин.

## Личности
Родени в Карбинци
- Димко Ангелов, македоно-одрински опълченец, земеделец, неграмотен, четата на Иван Бърльо[10]
- Димко Андонов, македоно-одрински опълченец, четата на Тодор Александров[11]
- Коце Йорданов, български революционер, четник на Ефрем Миладинов в 1914 година[12]
- Мите Георгиев, български революционер от ВМОРО, четник на Стоян Мишев[13]
- Мони Апостолов, македоно-одрински опълченец, 30-годишен, работник, 3. рота на 9. велешка дружина, носител на орден „За храброст“ IV степен[14]
- Тоде Иванов, български революционер от ВМОРО, четник при Мише Развигоров[15]

Починали в Карбинци
- Гено Димитров (1877 – 1903), български революционер
- Коце Лазаров (? – 1903), български революционер
- Илия Белев (1884 – 1903), български революционер
- Серафим Арсов, български революционер от ВМОРО, четник на Петър Радев – Пашата[16]
- Стоян Бъчваров (1879 – 1903), български революционер
- Христо Съчанов (1879 – 1903), български революционер